# Gunnar Böös
Gunnar Mac Eric Böös (ur. 30 maja 1894 w Lund, zm. 4 lutego 1987 w Sztokholmie) – szermierz, florecista reprezentujący Szwecję, uczestnik letnich igrzysk olimpijskich w Sztokholmie w 1912 roku.